# تفاضل وتكامل كسري
التفاضل والتكامل الكسري (بالإنجليزية: Fractional Calculus)‏ يعتبر البعض هذا العلم جزء من التحليل الرياضي ويتعامل مع تطبيقات التكامل والاشتقاق في حالة الرتب الاختيارية، وهذا المجال يهتم بتعميم المشتقة لاقتران (دالة) ما لأي مشتقة ذات رتبة غير صحيحة، فمثلا: نحن في العادة نتعامل مع المشتقة الأولى والثانية. أما هذا المجال (التفاضل الكسري) فيفيدنا في إيجاد المشتقة رقم نصف أو 0.3 أو 0.7 ...إلخ.
بدات أصول هذا الاتجاه في القرن السابع عشر حينما وضع نيوتن ولايبنتس أساسات التفاضل والتكامل، فقد وضع لايبنز الرمز الشهير {\displaystyle {\frac {d^{n}y}{dx^{n}}}} ليدل على المشتقة النونية للاقتران (الدالة) f، فأرسل لايبنتس رسالة إلى لوبيتال يخبره بهذا الرمز الجديد لكن لوبيتال رد على الرسالة بسؤال محير: «ماذا لو كانت n=1/2؟» الرسالة كتبت عام 1695 وتعد اليوم أول ظهور للمشتقة الكسرية.
بدأ العالم الرياضي «ليوفيل» بالتقصي والبحث في الموضوع وأصدر سلسلة أبحاث في الفترة 1832-1837، حيث عرف أول مؤثر للتكامل الكسري، وبعد أن ولج «ريمان» هذا الموضوع وطور عليه ظهر ما يعرف اليوم بتعريف «ريمان-ليوفيل» (Riemann-Liouville fractional operator) تبع ذلك اهتمام غير مسبوق وتطوير كبير لهذا المجال.
المعادلات التفاضلية الكسرية، هي تعميم للمعادلات التفاضلية من خلال تطبيق حساب التفاضل والتكامل الكسري.